# Žírovice
Žírovice (deutsch Sirmitz) ist ein Stadtteil von Františkovy Lázně in Tschechien.

## Geografie

### Geographische Lage
Žírovice liegt etwa 3 Kilometer nördlich von Františkovy Lázně.

### Nachbargemeinden
Zwei Kilometer westlich von Žírovice liegt der ebenfalls zu Františkovy Lázně gehörende Ort Seníky. Anderthalb Kilometer südlich liegt Horní Lomany. Vier Kilometer östlich befindet sich Třebeň. Im Norden, in fast sechs Kilometern Entfernung, erreicht man Skalná, wobei Starý Rybník vor dem Eintritt in den Ortskern passiert werden muss.

## Geschichte
Im Jahr 1297 überließ Engelhart Notthafft von Wildstein dem Klarissenkloster in Eger die Lehens- und Zinsrechte für einen Hof in „Schirnwicz“. Wie aus der großen Anzahl von nachfolgenden Schreibweisen des Ortsnamens, z. B. 1297 Schirbitz, Schirbicz; 1300 Schirwitz; 1349 Sirmitz; 1392 Sirmicz; 1401 Symmycz; 1424 Ziernicz; 1588 Sirmitz hervorgeht, war es eine alte slawische Siedlung im Egerbecken, die während der deutschen Besiedlung des Egerlandes zum Nordgau kam.
1300 schenkte Eisentrud von Leuchtenberg aus dem Haus der Landgrafen von Leuchtenberg Sirmitzer Höfe den Klarissen in Eger oder dem Kloster Waldsassen. Sirmitz bestand damals aus zwei Höfen und wurde anschließend durch Besiedlung ausgebaut. Die ersten Namen der Bauern in Erbuntertänigkeit enthält das Klauensteuerbuch. Im Achtbuch des Egerer Schöffengericht und im Urgichtenbuch des 16. Jahrhunderts finden sich weitere Rechtshinweise. 1462, 1478 und 1526 wurde Sirmitz durch böhmische und kaiserliche Truppen geplündert und niedergebrannt.
Anfang des 15. Jahrhunderts ließ der  Grundherr Juncker, ein Patrizier in Eger, den Sirmitzer Teich (7,5 Hektar) durch Stauen des Dorfbaches anlegen, an welchem von 1417 an eine Mühle betrieben wurde. 1442 erwarb die Zedtwitz zwei Höfe, die Einnahmen und Frondienste aus zwei übrigen Höfen verteilten sich auf die Stadt Eger, die Klöster der Klarissinen und der Dominikaner in Eger.
Von 1380 bis zum Beginn der Reformation im Jahr 1564 gehörte Sirmitz zur Pfarrei in Oberlohma. Bis zur Rekatholisierung 1628 wurde in Sirmitz nicht mehr gepredigt. Nach 1740 gehörte Sirmitz bis 1945 wieder zur Pfarrei Oberlohma. 1891 bei der Neueinteilung der Bezirke wurde Sirmitz der Gemeinde Trebendorf mit dem Ortsteil Rohr zugeteilt. 1904 bekam Sirmitz (mit Stadl) eine zweiklassige Volksschule und war bis 1945 eine Gemeinde mit den Ortsteilen Sirmitz, Hoihaus und Stadl.
Die Ackerböden in Sirmitz waren von unterschiedlicher Beschaffenheit. Die fruchtbarsten Böden lagen in Richtung Hoihaus. Im Dorf gab es genügend Trinkwasser aus Brunnen und Pumpen. Als Franzensbad sich zu einem Kurort entwickelte, siedelten sich Arbeiter, Angestellte und Geschäftsleute auch in Sirmitz an. Aus dem Bauerndorf wurde allmählich ein Vorort von Franzensbad, was zu Veränderungen des gesellschaftlichen und politischen Lebens führte. Der Teich in Sirmitz wurde im Sommer als Strandbad genutzt.
Nach dem Münchner Abkommen wurde der Ort dem Deutschen Reich zugeschlagen und gehörte bis 1945 zum Landkreis Eger.

### Bronzezeitliches Urnenfeld von Žírovice (Sirmitz)
Im Jahre 1929 entdeckte ein Kurgast in dem Wäldchen beim Sirmitzer Mühlteich eine Grabstätte. Der Heimatforscher Alois John aus Oberlohma ließ das Gefäß bergen. Der Archäologe und Prähistoriker Anton Gnirs (1873–1933) übernahm die Grabungen, und es entstanden Lagebeschreibungen und die Bergung von Funden zu einem Urnenfeld der Bronzezeit. Der Egerer Professor Josef Hiersche nahm sich der Betreuung des Fundortes an. In einem kleinen Holzhaus nahe dem Urnenfeld lebte er jahrelang und widmete sich der weiteren wissenschaftlichen Erforschung des Gräberfeldes mit den Bestattungsurnen. Er deckte 17 Gräber sorgsam auf. Die Funde übergab er dem Museum in Franzensbad. Ende des Zweiten Weltkriegs verstarb er an dieser Forschungsstelle. Im Egerer Jahrbuch 1930 hat er über die Ausgrabungen berichtet. Im Volksmund hieß das Gelände mit dem Urnenfeld "im Haugn".

### Einwohnerentwicklung
| Jahr | Einwohnerzahl |
| ---- | ------------- |
| 1869 | 316           |
| 1880 | 504           |
| 1890 | 509           |
| 1900 | 538           |
| 1910 | 652           |

| Jahr | Einwohnerzahl |
| ---- | ------------- |
| 1921 | 566           |
| 1930 | 706           |
| 1950 | 253           |
| 1961 | 325           |
| 1970 | 261           |

| Jahr | Einwohnerzahl |
| ---- | ------------- |
| 1980 | 196           |
| 1991 | 161           |
| 2001 | 214           |
| 2011 | 354           |